# Pauli Perkonoja
Pauli Perkonoja (Tampere, 19 juli 1941) is een schaker uit Finland. Hij heeft zich toegelegd op schaakproblemen. Drie keer was hij wereldkampioen oplossen van schaakproblemen. 

## Biografie
Perkonoja werd geboren in een buitenwijk van Tampere. Na enkele jaren verhuisde hij naar Turku, waar hij de rest van zijn leven bleef wonen. Hij werkte voor de Finse posterijen. In zijn vrije tijd houdt hij zich bezig met kruiswoordpuzzels en met schaken. Perkonoja staat bekend als expert op het gebied van probleemschaak. Hij was een van de auteurs van het Finse magazine op het gebied van schaakproblemen: Tehtäväniekka. 
In 1969 behaalde Perkonoja de FIDE-titel Internationaal Meester op het gebied van schaakproblemen. In 1982 werd hij de eerste schaker ter wereld die de titel grootmeester oplossen van schaakproblemen behaalde.
Hij werd drie keer wereldkampioen oplossen van schaakproblemen: in 1986, 1992 en 1995. In 2005 won hij in Legnica het eerste Europees kampioenschap oplossen van schaakproblemen. 